# Accords de Wye Plantation

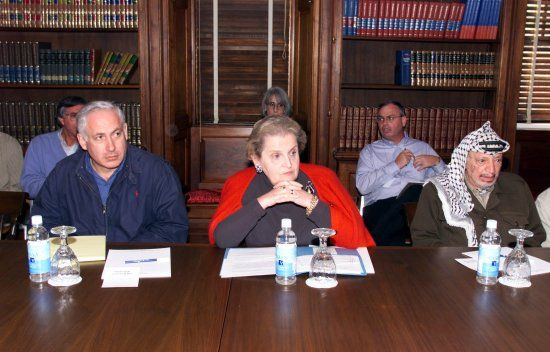
Benjamin Netanyahou (à gauche), la secrétaire d'État Madeleine Albright et Yasser Arafat durant les négociations des Accords de Wye Plantation (1998).

Les Accords de Wye Plantation sont des accords politiques signés le 23 octobre 1998 entre Israël et l'Autorité palestinienne et négociés à la suite de l'Accord intérimaire sur la Cisjordanie et la Bande de Gaza (ou Oslo II) du 28 septembre 1995. Ces nouveaux accords préparent de nouvelles évacuations israéliennes sur 31 % de la Cisjordanie.
Ces documents ont été signés par Yasser Arafat, président de l'Autorité palestinienne, et Benjamin Netanyahou, Premier ministre de l'État d'Israël, en présence du Président américain Bill Clinton à la Maison-Blanche à Washington. Le texte a été ratifié par la Knesset (parlement israélien) par 75 voix favorables contre 19 opposées à l'accord.
À la suite du déclenchement de la Seconde Intifada en septembre 2000, le plan d'évacuation fut gelé et n'a jamais été appliqué.